# 加连威老道 (北达科他州)
格兰维尔（英語：Granville），是美国北达科他州下属的一座城市。根据2010年美国人口普查，该市有人口241人。2011年估计该市有人口246人，相对于2010年，增长率为2.07%。